# Stara Zagora
Stara Zagora (en búlgaro: Стара Загора, AFI: [ˈstarɐ zɐˈɡɔrɐ]) es una ciudad búlgara, capital del municipio y provincia homónimos. Tiene una población estimada, a mediados de septiembre de 2022, de 136 144 habitantes.
Es la sexta ciudad más poblada del país.

## Geografía y clima
Está ubicada en la histórica región de Tracia, a 90 km al noreste de la ciudad de Plovdiv y a 231 km al este de la capital del país, Sofía.
La ciudad se encuentra a 196 m sobre el nivel del mar. El clima es continental templado con influencias del mar Mediterráneo. La temperatura media anual es de 13 °C.

## Historia

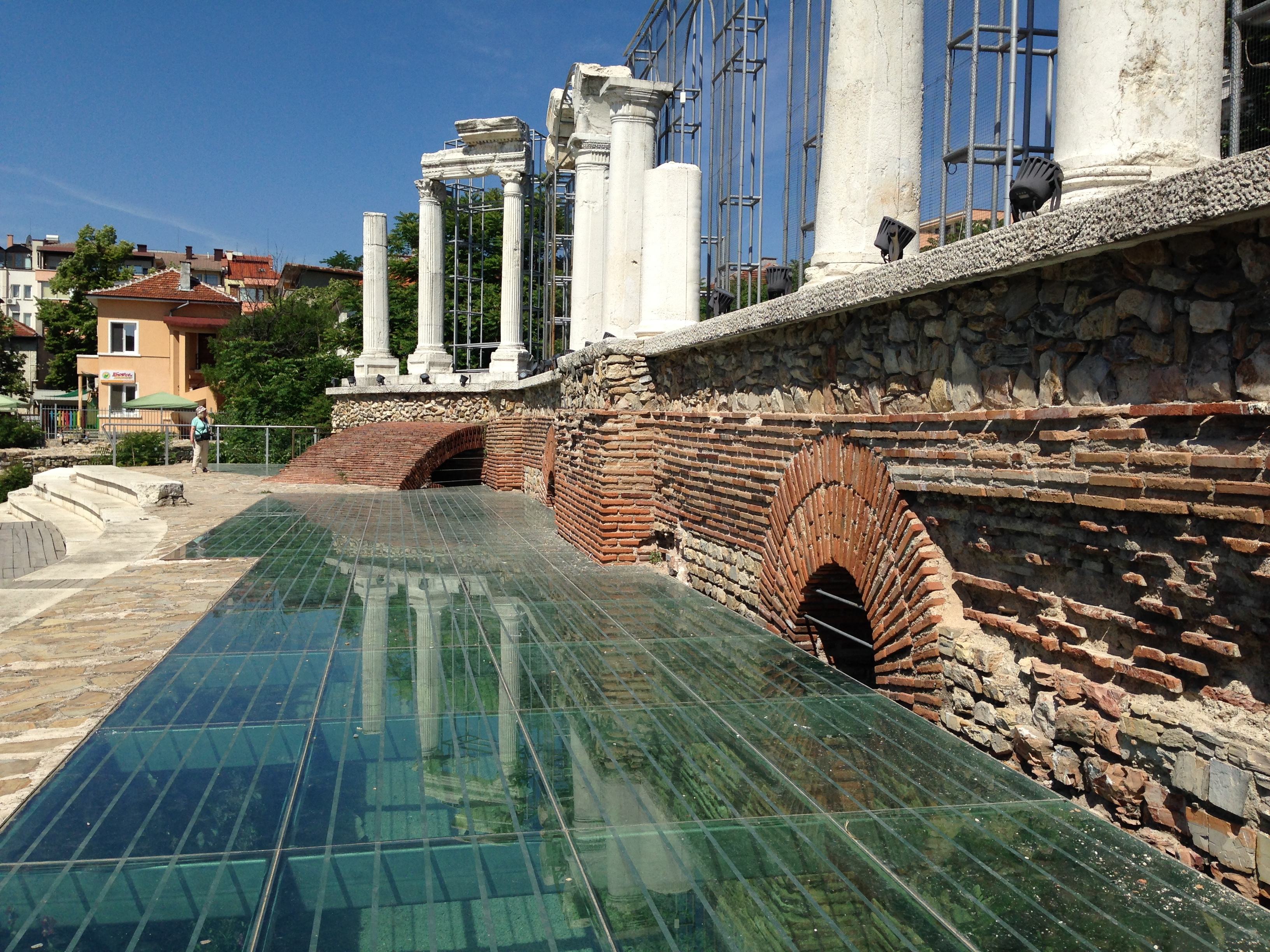
Auditorio en el Antiguo Forum

Stara Zagora es una de las ciudades más antiguas de Bulgaria y del sudeste de Europa. A lo largo de su historia habría tenido al menos ocho nombres: Beroe, Augusta Traiana, Vereia, Irinopolis, Borui, Eski Zagra, Zheleznik y Stara Zagora.
La ciudad fue fundada por los tracios en el siglo IV a. C. con el nombre de Beroe . Después, durante la época del Imperio romano, en el siglo II, la ciudad fue nombrada Augusta Trajana, en honor del emperador Trajano. Durante la época del Imperio bizantino, entre los siglos VI y VII, la ciudad se llamó Vereya. Posteriormente, en el siglo VIII, la ciudad fue nombrada Irinopolis, en honor de la emperatriz bizantina Irina. Después, la ciudad fue conquistada por los búlgaros y desde el siglo IX al XIII se llamó Boruy. En 1364 la ciudad pasó a manos de los turcos, quienes la llamaron Eski Zagra. Durante la década de 1850, la ciudad se llamó Zheleznik (la traducción búlgara de Beroe). En 1871 la ciudad fue nombrada definitivamente con el nombre de Stara Zagora.
El 31 de julio de 1877 fue arrasada por el ejército otomano en el transcurso de la guerra ruso-turca, también llamada guerra de Oriente, quemándola en gran parte y masacrando a la población. De sus antiguos templos solamente sobrevivió al ataque la mezquita, mientras que todas las iglesias cristianas fueron quemadas. Dos años después, tras la liberación de Bulgaria, se inició su reconstrucción, dándole su aspecto actual.

## Economía
Stara Zagora es un prominente centro administrativo e industrial. En esta zona se produce trigo, cerveza, vinos, telas, pieles, fertilizantes, harina de trigo y esencia de rosas. Sirve como nodo central de la red ferroviaria búlgara que conecta la ciudad con el resto del país y también con Europa Oriental y Europa Occidental.

## Educación y cultura

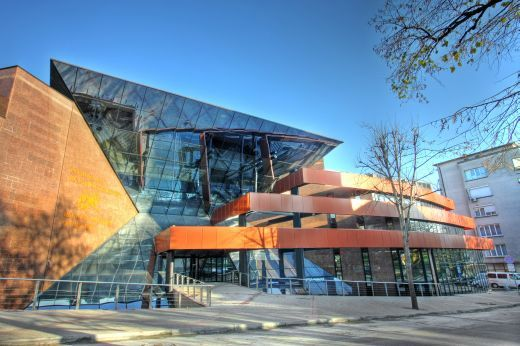
Museo Regional de Historia

Stara Zagora es hoy una de las ciudades más modernas de Bulgaria. Es un importante centro cultural y educativo. Cuenta con escuelas secundarias, escuelas técnicas y secundarias especializadas así como también con centros de investigación e institutos culturales; siendo el más importante la universidad tracia de Stara Zagora.
En la ciudad se encuentra uno de los más grandes escenarios operísticos de la península balcánica y también museos, galerías y parques, entre ellos el parque "Ayazmoto": el más grande y conocido de la localidad.
En Bulgaria, Stara Zagora es conocida como "La ciudad de los tilos, las calles rectas y los poetas".